# El Fresno
El Fresno è un comune spagnolo di 493 abitanti situato nella comunità autonoma di Castiglia e León.